# Rachael Harris
Pour les articles homonymes, voir Rachael et Harris.
Rachael Harris est une actrice américaine et humoriste née le 12 janvier 1968 à Worthington (Ohio). Elle est connue pour ses nombreux rôles à la télévision, notamment dans le rôle de Dr Linda Martin sur Lucifer et en tant que star invitée dans des émissions de télévision telles que Sister, Sister, Reno 911!, New Girl, Suits et The Good Wife.

## Biographie

### Carrière
Rachael Harris a joué avec la troupe de comédie d'improvisation de Los Angeles The Groundlings et a enseigné pendant un certain temps à l'école The Groundlings,.
Off-Broadway, elle a joué dans Love, Loss et What I Wore.

### Télévision
Elle a fait ses débuts à la télévision sur SeaQuest DSV en 1993. Après une apparition dans Star Trek: Voyager en 1997, Harris a joué un rôle récurrent dans The WB 's Sister, Sister. D'autres crédits de télévision incluent un passage en tant que correspondant pour la saison 2002–2003 de The Daily Show aussi bien que des rôles d'invité sur le programme de Sarah Silverman, Reno 911!, The West Wing, The Good Guys, Friends, Curb Your Enthusiasm, Monk, CSI: Crime Scene Investigation et Desperate Housewives en novembre 2008. Harris a joué le rôle de soutien de Kevyn Shecket, la maquilleuse personnelle de Kirstie Alley, dans la série Showtime Fat Actress en 2005-2009. Elle est également apparue dans Suits en tant que Sheila Sazs, l'intérêt amoureux de Louis Litt par intermittence, et a joué Cooper dans la sitcom ABC Notes from the Underbelly.
Rachael Harris a animé Smoking Gun TV en 2004 et a fait plusieurs apparitions dans des documentaires VH1 tels que J'aime les années 80, I Love the '80s (en), I Love the '90s (en) et Best_Week_Ever (en). Sur ABC's Cougar Town, elle a joué Shanna, une femme que le réseau décrit comme étant la "Némésis" de Jules. Également sur ABC, elle a fait une apparition dans l'épisode de Modern Family Caught in the Act en tant qu'Amelia, restauratrice et mère d'une camarade de jeu de Lily Pritchett.
En mars 2014, elle commence un nouveau rôle dans la série très éphémère Surviving Jack avec Chris Meloni. En mars 2015, Harris a été choisi comme Linda, le thérapeute de Lucifer dans la série originale de Netflix Lucifer.
En 2018, elle apparaît aux côtés de Cheryl Hines dans la série de télé-réalité Hell's Kitchen où ils étaient tous les deux assis à la table du chef de l'équipe bleue dans l'épisode "Hell Freezes Over".

### Cinéma

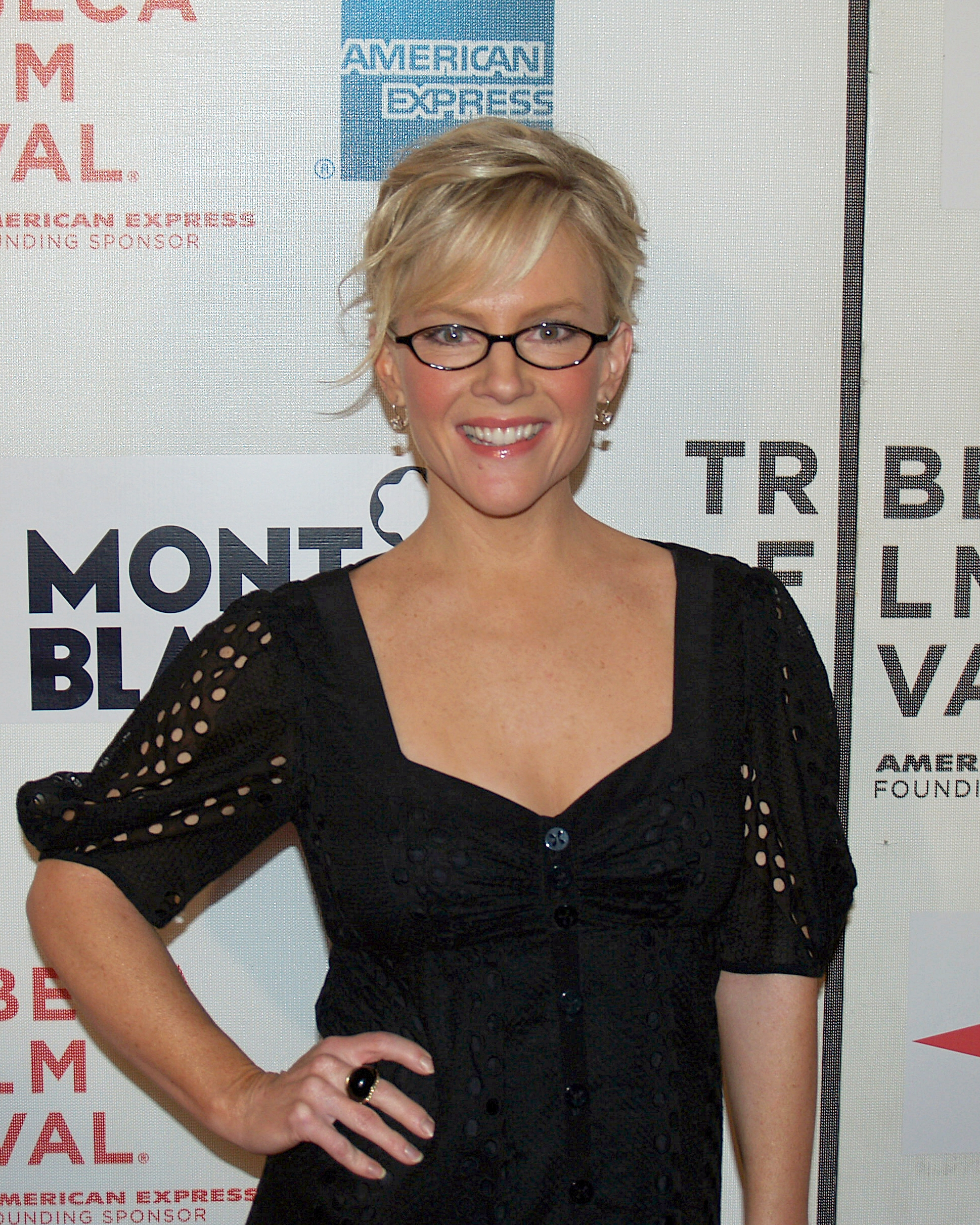
L'actrice au Festival du film de Tribeca en 2007.

Elle a fait ses débuts au cinéma dans le film de 1992 Treehouse Trolls Forest of Fun and Wonder (en) tant que Big Mama. Harris se souvient de l'expérience : « Mais Treehouse Trolls, ça venait d'une audition dans ce théâtre merdique. Comme si ce n'était même pas un théâtre. C'était une pièce. Près de Times Square. Et je me suis dit : “J'espère que c'est une audition sérieuse. Ça pourrait être pour un porno. Je ne sais pas.” » Elle a tenu des rôles dans Best in Show, A Mighty Wind (2003), For Your Consideration, Kicking & Screaming et Daddy Day Care. Dans la comédie de 2009 Very Bad Trip, elle joue Melissa, la petite amie dominatrice du personnage d'Ed Helms, Stu. Elle était auparavant co-vedette avec Helms sur The Daily Show. Elle joue la mère du personnage principal dans le film Journal d'un dégonflé (2010) et ses deux suites.

### Publicité
Le travail commercial de Harris à la télévision comprend des publicités pour Dinty Moore, Avis, Expedia, Quaker Oats, T-Mobile, GEICO, et une publicité du Super Bowl pour le 2010 Recensement. Elle est la voix de la tortue Karolyn Slowsky dans les publicités télévisées de Comcast Slowskys.

### Vie privée
Rachael Harris a été mariée une première fois avec Adam Paul de 2003 à 2008. Elle se remarie avec Christian Hebel, violoniste, en 2015 à New York. Le couple a deux fils : Henry (né le 19 juillet 2016) et Otto (né le 25 août 2018). En août 2019, le couple annonce qu'ils sont en procédure de divorce.

## Filmographie

### Au cinéma
- 1992 : Treehouse Trolls Forest of Fun and Wonder (en) : Big Mama
- 1995 : Cellblock Sisters: Banished Behind Bars : May jeune
- 1996 : La Disparition de Kevin Johnson : serveuse du Fornaio
- 1998 : The Week That Girl Died : Honey
- 2000 : Between Christmas and New Year's : la gérante
- 2000 : Bêtes de scène : l'invitée
- 2001 : The Gristle : Mlle Alden
- 2002 : Showtime : la professeure
- 2002 : Stuart Little 2 : voix additionnelles
- 2002 : The New Brad : Kelly
- 2002 : Armitage: Dual Matrix
- 2003 : A Mighty Wind : l'assistante de Steinbloom
- 2003 : École paternelle : Elaine
- 2003 : Le Manoir hanté et les 999 Fantômes : Mlle Coleman
- 2004 : Starsky et Hutch : l'amie de Mlle Feldman
- 2004 : Coup d'éclat : June
- 2005 : In the Dog House : Jen
- 2005 : Match en famille : Ann Hogan
- 2005 : I'm Not Gay : Andie
- 2006 : For Your Consideration : Mary Pat Hooligan
- 2007 : Evan tout-puissant : la journaliste de l'Ark
- 2007 : Permis de mariage : Janine
- 2009 : Cougar 101
- 2009 : The Surrogate : la spectatrice
- 2009 : Very Bad Trip : Melissa
- 2009 : Hostage: A Love Story : Skanky Broad
- 2009 : Lashisse
- 2010 : An Idiot Tale : Sarah Barnes
- 2010 : Le Journal d'un dégonflé : Susan Heffley
- 2011 : Natural Selection : Linda
- 2011 : Le Journal d'un dégonflé : Rodrick fait sa loi : Susan Heffley
- 2012 : Leader of the Pack : Martha
- 2012 : Le Journal d'un dégonflé : Ça fait suer ! : Susan Heffley
- 2012 : Picture Paris : Olivia
- 2012 : Les Mondes de Ralph : Deanna
- 2013 : Lovesick : Roberta
- 2013 : Bad Words de Jason Bateman : la mère d'Eric
- 2014 : La Nuit au musée : Le Secret des Pharaons : Madeline Phelps
- 2015 : Secret Agency (Barely Lethal) de Kyle Newman : Mme Larson
- 2016 : Freaks of Nature : Mme Mossly
- 2023 : Old Dads de Bill Burr
- 2024 : Unfrosted : L'épopée de la Pop-Tart (Unfrosted) de Jerry Seinfeld : Anna Cabana
- 2024 : La Mère de la mariée (Mother of the Bride) de Mark Waters : Janice

### À la télévision
- 1993 : SeaQuest, police des mers : Rose (1 épisode)
- 1997 : Star Trek: Voyager : Martis (1 épisode)
- 1998 : Battle Athletes daiundokai : voix additionnelles
- 1998 : Lain : cavalière
- 1998 : Sister, Sister : Simone (5 épisodes)
- 2000 : The Amanda Show (1 épisode)
- 2000 : Un toit pour trois : Damsel (1 épisode)
- 2001 : Grosse Pointe : la journaliste (1 épisode)
- 2001 : Three Sisters : Sal (1 épisode)
- 2002 : Amy : l'étudiante volontaire (1 épisode)
- 2002 : Friends : Julie (1 épisode)
- 2003 : The Lunchbox Chronicles
- 2003 : Frasier : Erin (1 épisode)
- 2003-2009 : Reno 911, n'appelez pas ! : Debbie Dangle (6 épisodes)
- 2004 : Weekends : Theresa
- 2004 : Larry et son nombril : Joanne (2 épisodes)
- 2004 : According to Jim : Mindy (1 épisode)
- 2004 : À la Maison-Blanche : Corinne McKenna (1 épisode)
- 2005 : Marine et Nate : Ruby (1 épisode)
- 2005 : Touche pas à mes filles : Margaret Brandebauerbern (1 épisode)
- 2005 : Fat Actress : Kevyn Shecket (7 épisodes)
- 2005 : Monk : Alice Westergren (1 épisode)
- 2007 : Old Christine : Claire (1 épisode)
- 2007 : Face à ma vie : Carla
- 2007-2008 : The Sarah Silverman Program : l'enseignante (3 épisodes)
- 2007-2010 : Notes from the Underbelly : Cooper (23 épisodes)
- 2008 : Les Flingueuses (Suburban Shootout) : Natalie Davenport
- 2008 : Hollywood Residential : Rachael (3 épisodes)
- 2008 : Les Experts : Megan Kupowski (1 épisode)
- 2008 : Pushing Daisies : Georgeann Heaps (1 épisode)
- 2008 : The Xtacles : A.L.E.X. (2 épisodes)
- 2008 : Emily's Reasons Why Not : Lila Cox-Weiner (1 épisode)
- 2008 : Desperate Housewives : Sandra Birch (1 épisode)
- 2008-2009 : Worst Week : Pour le meilleur... et pour le pire ! : Julie (2 épisodes)
- 2008-2010 : Le Monde selon Tim (The Life and Times of Tim) : la copine d'Adam (3 épisodes)
- 2009 : Cop House : Trish Burkholder
- 2009 : In the Motherhood : Blair (5 épisodes)
- 2009 : Cougar Town : Shanna Miller (1 épisode)
- 2010 : La Nouvelle Vie de Gary : Rachael (1 épisode)
- 2010 : Party Down : Marguerite Tayler (1 épisode)
- 2010 : Golf Therapy: Life, Lessons & the Pursuit of Par : Dr Joyce
- 2010 : My Boys : Marcia (3 épisodes)
- 2010 : Glenn Martin DDS : Melissa (1 épisode)
- 2010 : Bailey et Stark (The Good Guys) : Cynthia Savage (1 épisode)
- 2010 : Childrens Hospital : Mme Throman (1 épisode)
- 2010-2011 : Funny or Die Presents… : Cast et Rachael (5 épisodes)
- 2011 : Modern Family : Amelia (1 épisode)
- 2011 : $h*! My Dad Says : Soledad Cho (1 épisode)
- 2011 : Archer : Rona Thorne (1 épisode)
- 2011 : Being Bin Laden : Hamza
- 2011 : Family Album : Marni Bronsky  (téléfilm)
- 2012 : Life Stinks? : Abigail
- 2012 : New Girl : Tanya Lamontagne (3 épisodes)
- 2012 : Sketchy : Lauren (1 épisode)
- 2013 : The Office : Rachel Martin (1 épisode)
- 2012-2019 : Suits : Avocats sur mesure : Sheila Sazs (23 épisodes)
- 2015 : The Good Wife : Franny Zissis (1 épisode)
- 2016 - 2021 : Lucifer : Dr Linda Martin (rôle principal - 67 épisodes)
- 2021 : Ghosts : fantômes à la maison : Sheryl, la mère de Samantha (saison 1, épisode 10)
- 2022 : The Sex Lives of College Girls : doyenne Miller (saison 2, épisode 2)
- 2024 : La Mère de la Mariée : Janice